# Maissemy
Maissemy é uma comuna francesa na região administrativa de Altos da França, no departamento de Aisne. Estende-se por uma área de 8,17 km². Em 2010 a comuna tinha 248 habitantes (densidade: 30,4 hab./km²).